# Frédéric Clot
Pour les articles homonymes, voir Clot.
 (avril 2023).
 (avril 2023).
La mise en forme du texte ne suit pas les recommandations de Wikipédia : il faut le « wikifier ».
Les points d'amélioration suivants sont les cas les plus fréquents. Le détail des points à revoir est peut-être précisé sur la page de discussion.
- Les titres sont pré-formatés par le logiciel. Ils ne sont ni en capitales, ni en gras.
- Le texte ne doit pas être écrit en capitales (les noms de famille non plus), ni en gras, ni en italique, ni en « petit »…
- Le gras n'est utilisé que pour surligner le titre de l'article dans l'introduction, une seule fois.
- L'italique est rarement utilisé : mots en langue étrangère, titres d'œuvres, noms de bateaux, etc.
- Les citations ne sont pas en italique mais en corps de texte normal. Elles sont entourées par des guillemets français : « et ».
- Les listes à puces sont à éviter, des paragraphes rédigés étant largement préférés. Les tableaux sont à réserver à la présentation de données structurées (résultats, etc.).
- Les appels de note de bas de page (petits chiffres en exposant, introduits par l'outil «  Source ») sont à placer entre la fin de phrase et le point final[comme ça].
- Les liens internes (vers d'autres articles de Wikipédia) sont à choisir avec parcimonie. Créez des liens vers des articles approfondissant le sujet. Les termes génériques sans rapport avec le sujet sont à éviter, ainsi que les répétitions de liens vers un même terme.
- Les liens externes sont à placer uniquement dans une section « Liens externes », à la fin de l'article. Ces liens sont à choisir avec parcimonie suivant les règles définies. Si un lien sert de source à l'article, son insertion dans le texte est à faire par les notes de bas de page.
- La présentation des références doit suivre les conventions bibliographiques. Il est recommandé d'utiliser les modèles {{Ouvrage}}, {{Chapitre}}, {{Article}}, {{Lien web}} et/ou {{Bibliographie}}. Le mode d'édition visuel peut mettre en forme automatiquement les références.
- Insérer une infobox (cadre d'informations à droite) n'est pas obligatoire pour parachever la mise en page.

Pour une aide détaillée, merci de consulter Aide:Wikification.
Si vous pensez que ces points ont été résolus, vous pouvez retirer ce bandeau et améliorer la mise en forme d'un autre article.
Frédéric Clot, né le 24 août 1973 à Saint-Loup, est un artiste plasticien contemporain suisse.

## Biographie
Frédéric Clot naît en 1973 à Saint-Loup, lieu-dit de la commune de Pompaples, dans le canton de Vaud.
Peintre autodidacte, il est lauréat en 2005 de la Fondation Casimir Reymond.
Ses ateliers sont à Épendes et Lisbonne.
Il est représenté par la Galerie Rosa Turetsky (Genève) et Ditesheim & Maffei Fine Art (Neuchâtel).
Son travail a été exposé au sein des salons internationaux suivants : Art Basel, art-paris, artgeneve, artbrussels, Contemporary Drawing Art+Fair, (Paris).

### Collections publiques
- Musée Jenisch, Vevey, acquisitions-récentes/
- Crédit Suisse, Zurich
- Cabinet cantonal des estampes/, Vevey. Donation Edmond Bourqui
- Crossinvest SA, Lugano
- Musée Rath, Cabinet d'art graphique, Genève, schweigen-und-stille-2/
- F.Hoffmann-La Roch, collection iaccca-contemporary
- Musée des Beaux-Arts de La Chaux-de-Fonds. Donation François Ditesheim
- Mahn, (musée d’art et d’histoire Neuchâtel)
- Collection de la ville de Neuchâtel
- Collection de la ville d’Yverdon-les-Bains
- Benetton « Imago Mundi », Venise, world-wild

## Expositions personnelles (sélection)
- 2019 : Transformatique, Ditesheim & Maffei Fine Art, Neuchâtel (catalogue)[4],[5]
- 2015 : Ditesheim & Maffei Fine Art, Neuchâtel[6]
- 2011 : Galerie Ditesheim, Neuchâtel[7]
- 2008 : Galerie Ditesheim, Neuchâtel (catalogue)[8]
- 2006 : Galerie Rosa Turetsky, Genève[1]

## Expositions collectives (sélection)
- 2019 : Silence, Musée Rath, Genève (catalogue)[9]
- 2019 : Memoria del sublime, Il paesaggio nel secolo xxl. Museo Villa dei Cedri, Bellinzone (catalogue)[10]
- 2016 : Sous Réserve, Musée des Beaux-Arts de La Chaux-de-Fonds[11]
- 2015 : Imago Mundi, Fondation Giorgio-Cini, Venise (catalogue)[11]
- 2014 : Fragment de l'inachevé, Le Lieu unique, Nantes (publication)[11]
- 2014 : White Box, nouvel accrochage, MAHN Musée d'Art et d'Histoire de Neuchâtel[11]

## Publications
Livres d’artiste
- 2010 :
  - Hors-Bord, 7 volumes, éditions art&fiction[13] ;
  - Kalachnikov, outil, os, dans Mode de vie, éditions art&fiction.
- 2004 : Le livre des quarante guerriers, livre d’artiste, éditions Remarques.

Monographies
- 2010 : Prédation, éditions art&fiction
- 2005 : Cat. 1, monographie, éditions art&fiction

Bibliographie
- 2013 : artcollector N° 12
- 2011 : Parcours d’un galeriste, éditions La Baconnière
- 2010 :
  - Le livre libre - collection Les Cahiers Dessinés – éditions Buchet/Chastel ;
  - DOVBLE V # 5, éditions Visarte Vaud ;
  - Lausanne contemporain. Le guide de la Fondation lausannoise pour l’Art Contemporain, éditions FLAC ;
  - Donation Jeunet - une collection d’art contemporain – les acquisitions 2003-2009, éditions Musée d’art et d’histoire, Neuchâtel, département des arts plastiques ;
  - L’art et la culture au CHUV, sous la direction de Caroline de Watteville.
- 2009 : Nouvelles de l’estampe, n° 221-222, Paris
- 2005 : La collection Bertam Rothe, éditions art&fiction
- 2004 : Forde Production 2002-2004, éditions Forde
- 2003 : Abstract n° 12

### Presse
- (en) « Memoria del sublime il paesaggio nel secolo XXI », Mousse Magazine,‎ 17 juillet 2019 (lire en ligne)
- (de) Fritz Vollenweider, « Schweigen und Stille », Seniorweb,‎ 24 juin 2019 (lire en ligne)
- Laurence Chauvy, « Le peintre vaudois Frédéric Clot expose à Neuchâtel une série de grandes huiles », Le Temps,‎ 16 mars 2015 (lire en ligne)
- (de) « Frédéric Clot », Meer,‎ 5 avril 2013 (lire en ligne)
- « D'Alberto Giacometti à Frédéric Clot », Arcinfo,‎ 14 février 2012 (lire en ligne )
- Francesco Biamonte, « Arnaud Robert et Frédéric Clot », Le Culturactif Suisse,‎ 14 juin 2010 (lire en ligne)